# Geoffrey Chaucer
Geoffrey Chaucer, född omkring 1343 i London, död 25 oktober 1400 i London, var en engelsk författare, filosof, diplomat och poet, mest ihågkommen för sitt verk Canterbury Tales. Chaucer var en av de mest inflytelserika engelska poeterna under medeltiden och anses vara den som först visade att engelska var ett språk som kunde göra poesi rättvisa.
Chaucer var samtida med Giovanni Boccaccio och Christine de Pisan. Trots enkla hemförhållanden kom han till Edvard III:s hov och reste till Frankrike, Flandern, Spanien, Genua och Pisa, och kom på så sätt i kontakt med kontinentens poesi.
Omkring 1366 gifte sig Chaucer med en hovdam, Philippa de Roet, Katherine Swynfords syster, och blev således sedermera svåger till Johan av Gent.
Vid sidan av sitt arbete som tullmästare översatte Chaucer flera viktiga samtida verk, som till exempel Romanen om rosen och Boëthius De consolatione philosophiae. Bland hans egna verk finns Parlement of Foules och House of Fame, men framförallt Troilus and Criseyde och Canterburysägner (Canterbury Tales). Framförallt den senare, en ramhistoria om pilgrimer på väg till Thomas Beckets helgongrav i katedralen i Canterbury, liknande Decamerones ramhistoria, fick bestående betydelse för engelskspråkig litteratur. Chanticleer and the Fox baserades på en historia av Marie de France.
Chaucer anses ha infört den kontinentala versformen i engelsk diktning; i engelsk diktning hade tidigare den allittererade versen varit norm.
Efter Rikard II:s död i februari 1400 verkar Chaucer ha försvunnit, och det är möjligt att han mördades i efterdyningarna av Rikards fall. Chaucer är begravd i Westminster Abbey, där han blev den förste att begravas i vad som skulle komma att kallas Poets' Corner.

## Biografi

### Bakgrund och ungdomsår

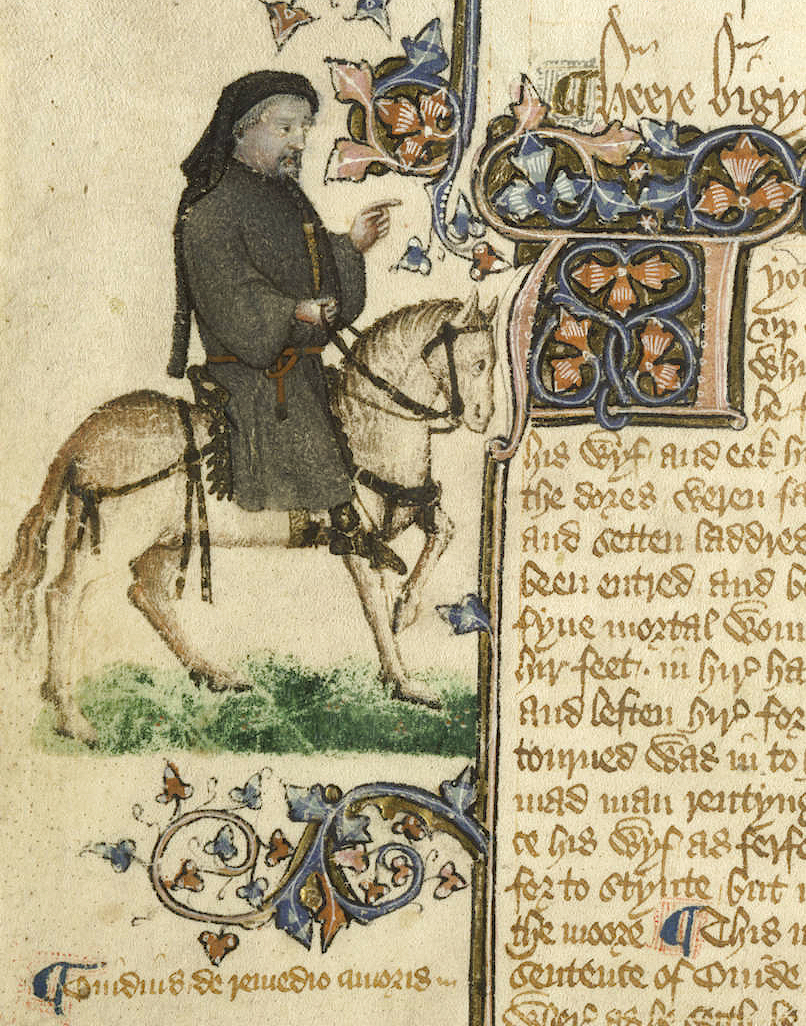
Chaucer som pilgrim från Ellesmeremanuskriptet

Chaucer föddes omkring år 1343 i London, även om man inte vet exakt när. Hans far och farfar var båda vinhandlare i London, och hans släkt hade under lång tid varit köpmän i Ipswich. Hans namn kommer från franskans chausseur vilket betyder skomakare. 1324 kidnappades John Chaucer, Geoffreys far, av en kvinnlig släkting i hopp om att få den tolvårige pojken att gifta sig med hennes dotter, för att försöka behålla egendom i Ipswich. Släktingen fängslades och böterna på 250 pund tyder på att släkten hörde till rik övre medelklass. John gifte sig med Agnes Copton som år 1349 ärvt bland annat 24 butiker i London från sin farbror, Hamo de Copton, som beskrivs som myntslagare på Towern.
Man vet ytterst lite om detaljerna i Chaucers tidiga liv och utbildning, men jämfört med nästan samtida poeter såsom William Langland och The Pearl Poet är hans liv väldokumenterat, med nästan femhundra skrivna texter som vittnar om hans karriär. Han omnämns för första gången år 1357, i hushållet hos Elizabeth de Burgh, grevinna av Ulster, då hans fars kontakter gjort att han kunnat bli en adelkvinnas page. Hon var gift med Lionel av Antwerpen, andre överlevande son till kung Edvard III, och denna position gjorde att den tonårige Chaucer kom in i de hovkretsar som han förblev i resten av sitt liv. Geoffrey Chaucer arbetade även som hovman, diplomat, tjänsteman, samt var i kungens tjänst för att samla och inventera metallskrot. År 1359, under de första skedena av Hundraårskriget, invaderade Edward III Frankrike och Chaucer for dit tillsammans med Lionel av Antwerpen, Elizabeths make. Chaucer tillfångatogs 1360, under belägringen av Rheims, och blev krigsfånge. Edward bidrog med 16 pund som del av lösesumman och Chaucer frigavs.

### Familj
Det är oklart vad som hände i Chaucers liv efter det, men han tycks ha rest i Frankrike, Spanien och Flandern, möjligtvis som budbärare och han kan även ha gjort en pilgrimsresa till Santiago de Compostela. Omkring 1366, gifte sig Chaucer med Philippa (de) Roet. Hon var kammarjungfru till Edvard III:s gemål Philippa av Hainault, och syster till Katherine Swynford, som senare (cirka 1396) blev tredje maka till Chaucers vän och beskyddare Johan av Gent. Det är oklart hur många barn de fick, men tre eller fyra omnämns i allmänhet. Hans son Thomas Chaucer hade en lysande karriär som chief butler åt fyra kungar, sändebud till Frankrike och talman i det brittiska underhuset. Thomas' dottersons son (Geoffreys sondotters sonson), John de la Pole, earl av Lincoln, utsågs till tronföljare av Rikard III innan han avsattes. Nunnan Elizabeth Chaucy,  Agnes, som var på Henrik IV:s kröning och Lewis Chaucer var troligtvis också barn till Geoffrey Chaucer. Chaucer kan ha studerat juridik vid Inner Temple (ett Inn of Court) omkring denna tid, men det saknas källor som styrker detta.

### I Edvard III:s och Rikard II:s tjänst
Han blev en del av Edvard III:s hov den 20 juni 1367. som varlet de chambre, yeoman, eller väpnare, vilket kunde innebära många olika arbetsuppgifter. 1368 kan han varit på Lionel av Antwerpens bröllop, då hertigen gifte sig med Violante, dotter till Galeazzo II Visconti, i Milano. Två andra välkända författare var där: Jean Froissart och Francesco Petrarca. Det var omkring denna tid Chaucer tros ha skrivit The Book of the Duchess till Blanche av Lancasters ära. Hon skulle senare komma att bli Johan av Gents hustru.
Chaucer reste till Picardie följande år, som en del i en militär expedition och besökte Genua och Florens 1373. Flera forskare såsom Skeat, Boitani och Rowland menar att det var under denna resa han kom i kontakt med Petrarca eller Boccaccio och att de visade prov på den medeltida italienska poesin, vars form och berättelser han senare skulle använda.
Syftet med resan är oklart, då detaljerna i källorna är motsägelsefulla. Senare dokument antyder att han fått i uppdrag, tillsammans med Jean Froissart, att arrangera ett äktenskap mellan den blivande kung Rikard II och en fransk prinsessa, och få ett slut på Hundraårskriget. Det blev dock inget sådant äktenskap, så de tycks ha misslyckats.
År 1378 sände Rikard II Chaucer till Milano som sändebud till visconten och till sir John Hawkwood, som var kondottiär. Det har spekulerats att karaktären Riddaren i Canterburysägnerna bygger på Hawkwood, då beskrivningen av honom påminner om en kondottiär på 1300-talet.
Ett tecken på att han uppskattades som författare var när Edvard III tilldelade "en gallon vin dagligen i resten av hans liv" för någon ej angiven uppgift. Detta var ovanligt, men eftersom den utdelades på St George's Day, 1374, då konstnärliga bedrifter vanligen belönades, har det antagits att det varit för ett tidigt poetiskt verk. Det är inte känt vilket, om något, av Chaucers bevarade verk som ledde till denna belöning, men detta kan vara det som gjorde honom till en föregångare bland hovpoeter. Chaucer fick detta "flytande stipendium" fram till att Rikard II blev kung, då det 18 april 1378 istället omvandlades till en pengasumma.
Chaucer fick en mycket betydande post för tullen i London, där han började arbeta 8 juni 1374.  Han måste ha varit lämpad för den rollen eftersom han fortsatte att arbeta där i tolv år, något som var ovanligt på den typen av post under denna tid. Under de följande tio åren finns det inte mycket nedskrivet om hans liv, men han tros ha skrivit eller påbörjat de flesta av sina kända verk under denna tidsperiod. Han finns omnämnd i juridiska dokument 4 maj 1380, inblandad i Cecilia Chaumpaignes "raptus". Vad "raptus" betydde i detta sammanhang är oklart, men det tycks ha ordnat upp sig fort och fläckade inte Chaucers rykte. Det är inte känt om Chaucer var i London under Bondeupproret, men om han var det, skulle han ha sett dess ledare nästan direkt utanför under sitt fönster i bostaden vid Aldgate.
Han tycks ha flyttat till Kent, medan fortfarande var anställd vid tullen, utsedd för att säkra fred i Kent, under en tid då en fransk invasion var tänkbar. Han tros ha påbörjat The Canterbury Tales i början av 1380-talet. Han blev parlamentsledamot för Kent 1386. Hans fru Philippa omnämns inte efter denna tid och hon antas ha avlidit 1387. Han överlevde de politiska oroligheterna som Lords Appellants orsakade, trots att han kände några av de män som avrättades i denna affär rätt väl.
Den 12 juli 1389 utsågs Chaucer till en slags förman för de flesta av kungens byggprojekt.  Inga större byggnadsverk påbörjades under hans tid på den posten, men han såg till att reparationsarbete utfördes på Westminster Palace och St. George's Chapel, Windsor, fortsatte att bygga varvet vid Towern och plats där ett tornerspel hölls 1390. Det kan ha varit ett svårt arbete, men det gav bra betalt, två shilling om dagen, mer än tre gånger så mycket som han fått vid tullen. Chaucer utsågs även till stugväktare i kungens park i Feckenham, vilket var en betydande hedersutmärkelse. 

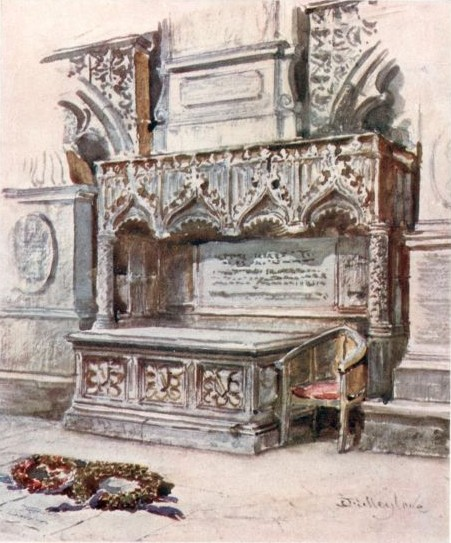
Chaucers grav i Poets' Corner i Westminster Abbey i London.

I september 1390 visar källor att han blev rånad, och kanske skadad, och en tid därefter, den 17 juni 1391 slutade han på denna post och började den 22 juli att arbeta som skogvaktare i den kungliga skogen i North Petherton, Somerset. Detta var ingen sinekur och underhåll var en viktig del av arbetet, men det gav många möjligheter att tjäna pengar. Han fick en årlig pension på tjugo pound från Rikard II 1394. Man tror att Chaucer slutade att arbeta med Canterbury Tales någon gång i slutet av detta årtionde.
Kort efter att hans beskyddare, Rikard II, avsatts försvinner Chaucers namn från de historiska källorna. De sista få källorna om hans liv visar att den nya kungen, Henrik IV, fortsatte att tilldela honom pension och att Chaucer bosatte sig nära Westminster Abbey den 24 december 1399. Även om den nya kungen hade fortsatt att tilldela honom pension, så antyder Chaucers verk The Complaint of Chaucer to his Purse att de inte betalats ut. Det sista omnämnandet av Chaucer var den 5 juni 1400, då han fick tillbaka en skuld. 
Han tros ha dött av oklara orsaker den 25 oktober 1400, men det finns inga starka bevis för detta datum, då det kommer från hans gravsten, som restes mer än 100 år efter hans död. Det har spekulerats att han mördades av fiender till Rikard II, rentav på Henrik IV:s order, bland annat i Terry Jones' bok Who Murdered Chaucer? : A Medieval Mystery. Geoffrey Chaucer begravdes i Westminster Abbey i London. År 1556 flyttade hans kvarlevor till en mer utsmyckad grav, och gjorde honom till den första författare som begravdes i den del som numera kallas Poets' Corner.

## Verk
Chaucers första stora verk, The Book of the Duchess, var en elegi över Blanche av Lancaster (som avled 1369). Det är möjligt att detta verk beställdes av hennes make, Johan av Gent, då Chaucer fick 10 pund av honom 13 juni 1374. The Book of the Duchess tros därför ha skrivits mellan 1369 och 1374. Två andra tidiga verk av Chaucer var Anelida and Arcite och The House of Fame. Chaucer skrev många av hans större verk under perioden 1374 - 1386 då han arbetade vid tullen i London. Parlement of Foules, The Legend of Good Women och Troilus and Criseyde skrevs vid denna tid. Man tror även att han påbörjade arbetet med The Canterbury Tales i början av 1380-talet. Chaucer är främst känd för detta verk, som är en samling av berättelser berättade av påhittade pilgrimer på väg till Katedralen i Canterbury; dessa berättelser skulle komma att forma den brittiska litteraturen.
The Canterbury Tales är en kontrast mot annan litteratur under perioden, i berättandets naturalism, variationen på pilgrimernas berättelser och de olika personlighetstyperna som är på pilgrimsresa. Många av de berättelser som pilgrimerna berättar verkar passa deras individuella karaktär och sociala ställning, även om några av historierna inte passar in. Chaucer baserade sina figurer på verkligheten. Värdshusvärden delar namn med en samtida värdshusvärd i Southwark, och Frun i Bath, köpmannen , juristen och studenten har också verkliga förlagor. Många av de yrken som Chaucer själv haft, gjorde att han mött många olika typer av människor ur medeltidens yrkesliv som inspirerat honom till hans berättelser.

## Chaucer i populärkulturen
- Michael Powells och Emeric Pressburgers film A Canterbury Tale från 1944, baseras löst på Chaucers Canterbury Tales.
- Handlingen i kriminalromanen Landscape with Dead Dons av Robert Robinson kretsar kring återupptäckten av The Book of the Leoun, och en passage av den visar sig vara en viktig ledtråd i mordgåtan och frågan huruvida den är en förfalskning eller ej.
- I Rudyard Kiplings berättelse "Dayspring Mishandled", planerar en författare en detaljerad hämnd på en tidigare vän, en Chaucer-expert, rörande förfalskade Chaucerdokument.
- Både en asteroid och månkrater har uppkallats efter Chaucer.
- Chaucer porträtterades av Paul Bettany i filmen En riddares historia.
- Kafka's Soup, en litterär pastisch i form av en kokbok, innehåller ett recept på lökpaj à la Chaucer.

## Svenska översättningar
- Canterbury-berättelser (Canterbury tales); bearbetning för ungdom af Cecilia Milow, 1900
- Tre poetiska berättelser; öfversatta af H. B. Romberg, 1902
- Världslitteraturen: de stora mästerverken. [10], Medeltidsdiktning, II: Chaucer, V. D. Vogelweide, Boccacio m. fl., 1929
- Fyra Canterbury-sägner: I svensk tolkning av Harald Jernström, 1930
- Ur Canterburysägner: Prologen. Frun från Bath. Svensk tolkning av Harald Jernström, 1930
- Palamon och Arcite: Riddarens berättelse i Canterbury tales. Svensk tolkning av Harald Jernström, 1931
- Chaucerdikt i svensk dräkt av Harald Jernström, 1933
- Några Canterburysägner i svensk tolkning av Harald Jernström, 1934
- Canterburysägner; i svensk tolkning av Harald Jernström, 1956
- Mjölnarens berättelse om den vackra Alison och den klipske scholaris: The Mylleres tale i Geoffrey *Chaucer's Canterbury tales; efterdiktning av Ebbe Linde; illustrationer av Baengt Dimming, 1967
- Tuppen och räven: ur Canterbury tales; återberättad och illustrerad av Barbara Cooney; övers: Britt G. Hallqvist, bilderbok 1968 (Chanticleer and the fox)
- Sagor från Canterbury i urval och tolkning av Ulf Sundblad; illustrationerna hämtade från träsnitt i en engelsk uppl. 1484, 1999